# Диподія
Дипо́дія (грец. dipódia, від di — двічі та pódos — стопа, власне стопа ноги, якою притупували при скандуванні) — в античній метриці — поєднання двох однакових стоп, яке могло ускладнюватися.
Сполучення двох пар диподій називалося диметром (грец. dimetron — двомірний). У силабо-тонічній системі, де межі поєднувальних стоп збігаються із словоподілами, — сполучення ямба та хорея, в якому ритмічний акцент припадає на другу стопу. У хореїчних диподіях словоподіли виникають по четвертому і восьмому складах віршового рядка («І яке ти маєш право, / Черепино недобита, / Про своє спасення дбати, / Там, де гине міліон?» — І. Франко), в ямбічному — здебільшого після п'ятого:

Вона жива і нежива

лежить у полі нерухомо,

Не зранять сонячні слова

передосінньої утоми (М. Драй-Хмара).

Деякі віршознавці (А. Бєлий) вважають, що диподія походить від пеона.